# 1,2-Dicloroeteno
1,2-Dicloroeteno, comumente chamado 1,2-dicloroetileno ou 1,2-DCE, é um organoclorado com a fórmula molecular C2H2Cl2. É um líquido incolor altamente inflamável com um odor penetrante e irritante. Pode existir como um de dois isômeros geométricos, cis-1,2-dicloroeteno ou trans-1,2-dicloroeteno, mas é frequentemente usado como uma mistura dos dois. É minimamente solúvel (5090 mg/L para o isômero cis) em água, e solúvel em etanol, éter dietílico, acetona, benzeno e clorofórmio.

## Aplicações
1,2-DCE é usado como um solvente para ceras, resinas, polímeros, gorduras e lacas. É também usado como um intermediário na preparação de outros solventes clorados.

## Segurança
O maior efeito na saúde da inalação de vapores de 1,2-DCE é a narcose; ele tem sido utilizado em combinação com éter dietílico como anestésico. Em altas concentrações, a exposição ao 1,2-DCE causas depressão do sistema nervoso central, em exposições mais leves, ele pode produzir náuseas, vômitos, fraqueza, tremores, cãibras epigástricas, queimação nos olhos e vertigem.